# KIKI知床 ナチュラルリゾート
KIKI知床 ナチュラルリゾート（キキしれとこ ナチュラルリゾート、英: KIKI SHIRETOKO NATURAL RESORT）は、北海道斜里郡斜里町にあるホテル。

## 沿革
- 1972年（昭和47年）：「ホテル万成」として創業[1]。
- 1973年（昭和48年）：宴会場棟増築[1]。
- 1976年（昭和51年）：有限会社「ホテル万成」設立[1]。
- 1980年（昭和55年）：「知床プリンスホテル」と商号変更[1]。
- 1981年（昭和56年）：西館増改築[1]。
- 1984年（昭和59年）：西館増改築[1]。
- 1987年（昭和62年）：通年営業開始[1]。
- 1988年（昭和63年）：株式会社に改組[1]。
- 1992年（平成04年）：南館増改築[1]。
- 1996年（平成08年）：大浴場、露天風呂新築[1]。
- 2000年（平成12年）：新南館増改築[1]。
- 2006年（平成18年）：宴会場棟増築[1]。
- 2013年（平成25年）：「知床グランドホテル北こぶし」（現在の北こぶし知床 ホテル&リゾート）のグループ企業となる[1][2]。株式会社SPH（旧商号・株式会社知床プリンスホテル）が特別清算[3]。
- 2017年（平成29年）：全客室禁煙化。
- 2018年（平成30年）：「KIKI知床 ナチュラルリゾート」と改称[1]。
- 2023年（令和5年）：大浴場リニューアルオープン
- 2024年（令和6年）：西ウィング客室リニューアル

## 施設
客室
- サンセットスイート（86㎡）
- フォレストデラックス（47㎡）
- サンセットデラックス（59㎡～）
- ナチュラルグループルーム（58㎡～）
- ナチュラルファミリーフォース（58㎡）
- ユニバーサルツイン（43㎡）
- フォレストツイン（31㎡）
- サンセットツイン（43㎡）
- ナチュラルツイン（36㎡～）
- ナチュラル和室（43㎡～）
- スタンダード和室（21㎡～）

温泉・サウナ
- 温泉大浴場
- 露天風呂
- サウナ4種類（クロウナ・ネウナ・ウィスキングサウナ・イグルーサウナ）

食事
- ツリーサイドビュッフェ

その他
- キッズスペース「あそびの森」（ボーネルンド監修）
- シアターラウンジ
- 北斗の森テラス
- ショップ「おんこの木の下で」

## アクセス
- ウトロ温泉バスターミナルから徒歩約20分
- 知床五湖から車で約20分
- 女満別空港から車で約1時間35分
- 中標津空港から車で約1時間30分
- 釧路空港から車で約2時間50分